# Gatineau-Park

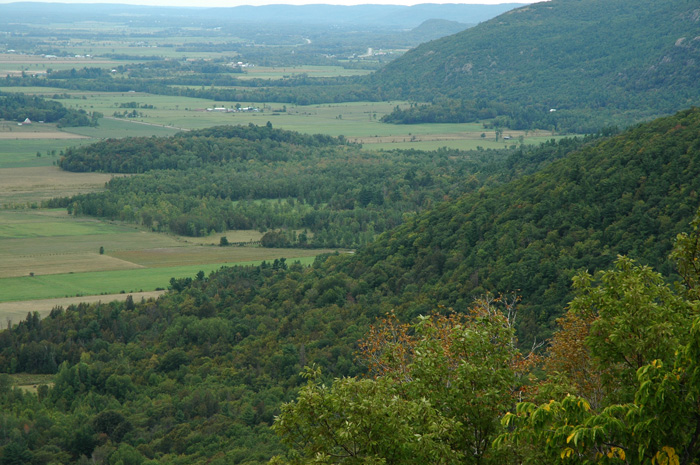
Blick ins Ottawa-Tal von einem Aussichtspunkt im Gatineau-Park

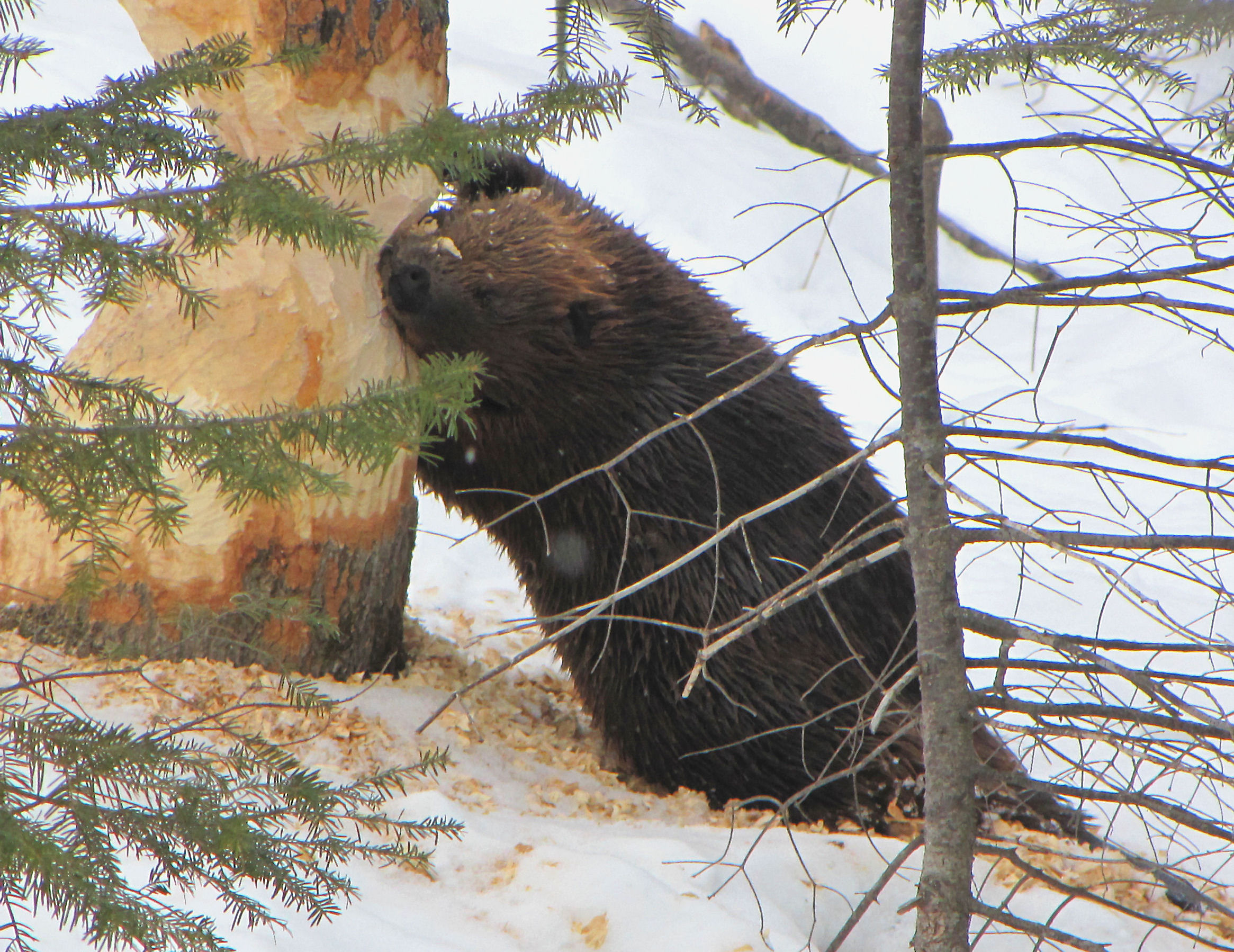
Biber im Gatineau-Park

Der Gatineau-Park (franz. Parc de la Gatineau, engl. Gatineau Park) ist ein Naturpark in der Region Outaouais nördlich der kanadischen Hauptstadt Ottawa. Er liegt zwischen den Tälern der Flüsse Ottawa und Gatineau und erstreckt sich über 361 km². Verwaltet wird der Park von der National Capital Commission.

## Natur
Der Park umfasst im Wesentlichen die sogenannten Gatineau-Hügel und beherbergt mehrere Seen. Das Gebiet ist fast vollständig bewaldet. Etwa 50 verschiedene Säugetierarten und über 230 verschiedene Vogelarten sind im Park heimisch.

## Einrichtungen
Aufgrund seiner Nähe zur Hauptstadt befindet sich innerhalb des Parks eine Reihe von Einrichtungen der kanadischen Bundesregierung:
- The Farm, Residenz des Sprechers des Unterhauses
- Konferenzzentrum am Meech See (bekannt durch das Meech Lake Accord)
- Mackenzie King Estate, Anwesen des früheren Premierministers

Außerdem finden sich im Park zahlreiche Aussichtspunkte und Lagerplätze. Im Winter werden einige Straßen im Park als Loipen präpariert. Seit 1983 findet im Gatineau-Park jährlich im Februar der Skimarathon Gatineau Loppet statt.